# 周天华 (铅球运动员)
周天华（1966年4月10日—）是中华人民共和国退役女子铅球运动员。她参加了西班牙巴塞罗那的1992年夏季奥林匹克运动会，总排名第五。

## 兴奋剂
1993年周天华在一项禁用物质的检测中呈阳性，被中国奥林匹克反兴奋剂委员会禁赛。

## 战绩
| 年        | 賽事           | 舉辦城市       | 名次      | 記錄      |
| 代表 中国 | 代表 中国      | 代表 中国      | 代表 中国 | 代表 中国 |
| --------- | -------------- | -------------- | --------- | --------- |
| 1991      | 世界锦标赛     | 日本东京       | 第5名     | 19.64 m   |
| 1992      | 奥林匹克运动会 | 西班牙巴塞罗那 | 第5名     | 19.26 m   |

## 外部連結
- 周天华在的頁面
- sports-reference